# Amputace

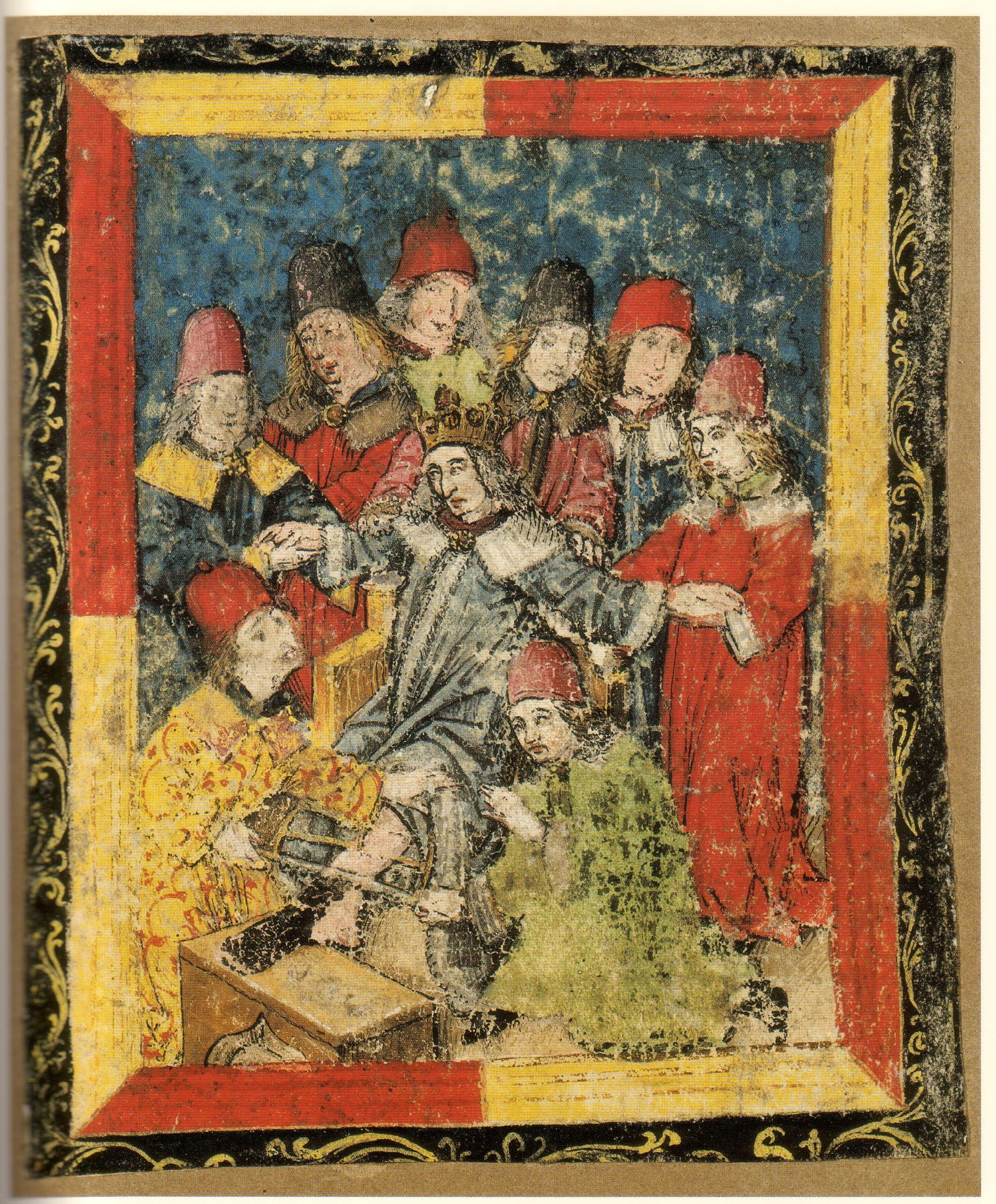
Amputace nohy císaře Fridricha III., jedno z nejstarších dochovaných vyobrazení chirurgického zákroku

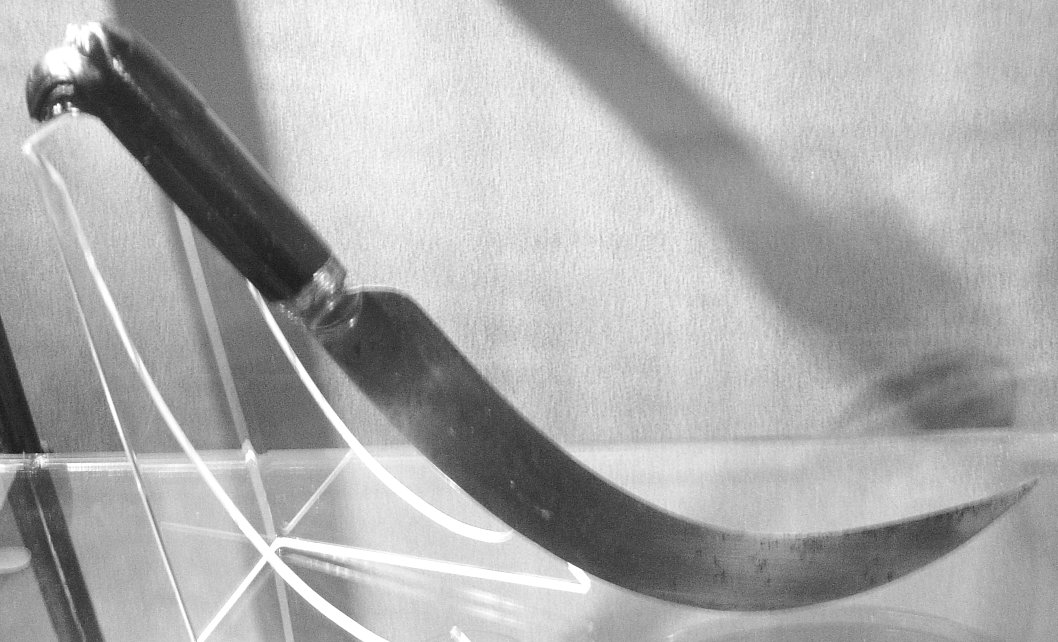
Zahnutý amputační nůž

Amputace je odstranění periferní části těla od celku úrazem nebo chirurgicky. V některých zemích byla a je amputace prstů, rukou či nohou praktikována jako trest u odsouzených zločinců. V některých kulturách a náboženstvích se drobnější amputace či zmrzačení praktikují z rituálních důvodů. Amputace prstů byla prováděna i z důvodu manželství a to především u žen a amputace prstů jako takové jsou doloženy v paleolitu. Amputace varlat u samců se nazývá kastrace.

## Amputace v chirurgii
V chirurgii se amputace provádí z důvodu zmírnění či odstranění bolesti nebo za účelem zamezení šíření infekce (gangréna) či metastáz. U člověka (na rozdíl od některých jiných živočichů, např. ještěrky) amputované periferní části těla nedorůstají a vzniklé následky lze napravit jen transplantací nebo umělou protézou.
Nejstarší doložené úspěšné chirurgické amputace jsou podle kosterních nálezů datovány do doby před zhruba 7000 roky (Vedrovice v ČR 7500 roků, Francie 6700 až 6900 roků).
Následkem amputace je často dojem končetiny na místě končetiny amputované, tzv. fantomová končetina.